# Маккуори (остров)
Маккуори (англ. Macquarie) — остров в южной части Тихого океана (около 1,5 тыс. км к юго-востоку от острова Тасмании). Остров Маккуори принадлежит Австралии и относится к штату Тасмания. В некоторых дореволюционных источниках описывается как Макквари.

## География

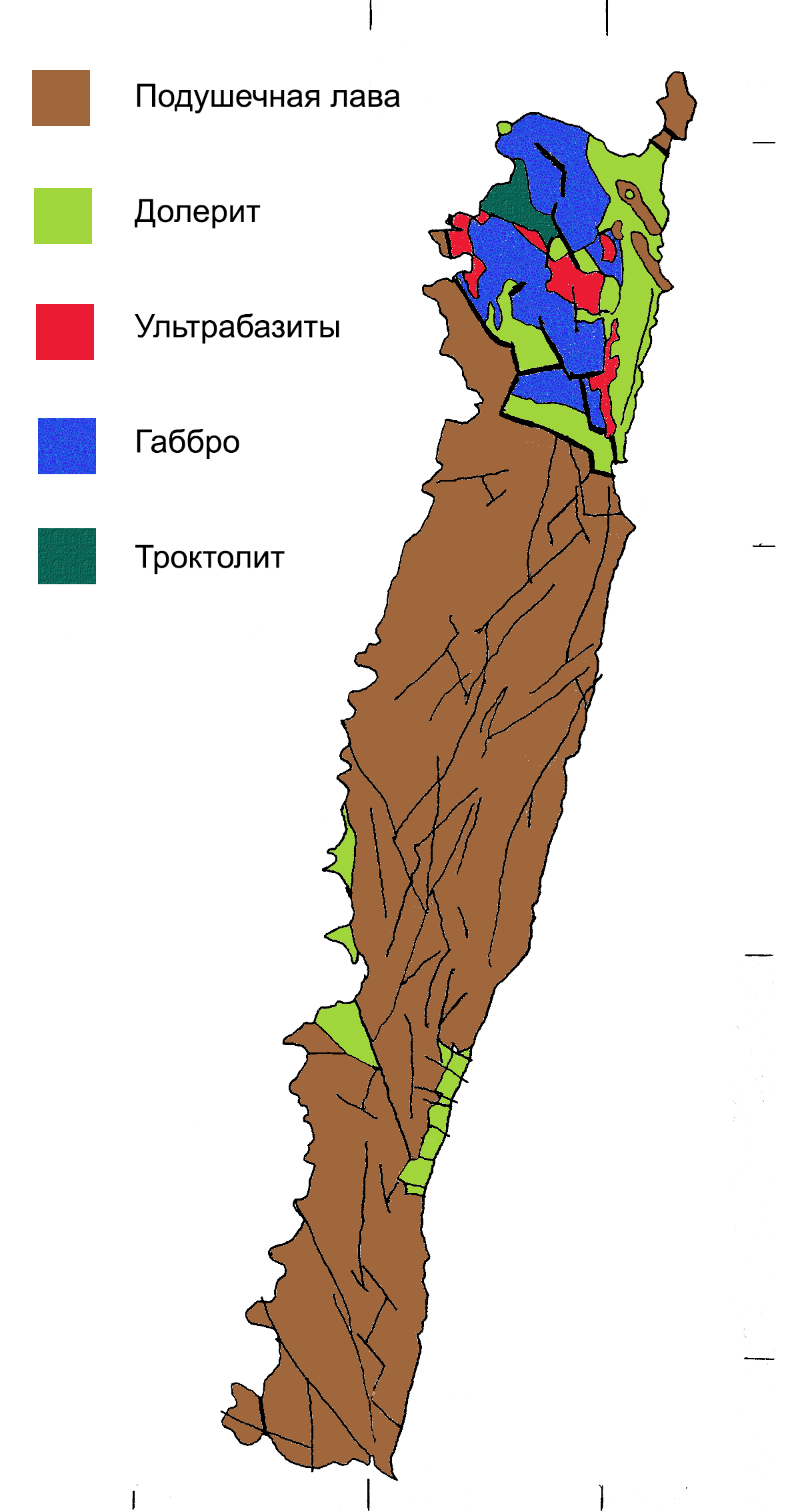
Геологическая карта

Площадь надводной части одноимённого океанического вулканического хребта — около 128 км², а высота — до 420 метров над уровнем моря. На острове расположена самая южная точка Австралии.
Поблизости от Маккуори находится небольшой архипелаг — острова Бишоп-энд-Клерк.

### Климат
Климат на острове влажный субантарктический с сильными ветрами. Среднемесячные температуры колеблются от +3,4 °C до +7,1 °C (среднегодовая +4,9 °C). Количество осадков — 912 мм в год, в основном, в виде мороси и в течение всего года.
| Показатель                                | Янв. | Фев. | Март | Апр. | Май  | Июнь | Июль | Авг. | Сен. | Окт. | Нояб. | Дек. | Год   |
| ----------------------------------------- | ---- | ---- | ---- | ---- | ---- | ---- | ---- | ---- | ---- | ---- | ----- | ---- | ----- |
| Абсолютный максимум, °C                   | 13,6 | 12,3 | 12,6 | 12,2 | 10,0 | 8,7  | 8,3  | 8,5  | 8,6  | 10,3 | 10,7  | 14,4 | 14,4  |
| Средний суточный максимум, °C             | 8,8  | 8,6  | 8,0  | 7,0  | 5,9  | 5,0  | 4,9  | 5,1  | 5,4  | 5,8  | 6,5   | 7,9  | 6,6   |
| Средняя температура, °C                   | 7,1  | 7,2  | 6,6  | 5,6  | 4,4  | 3,5  | 3,4  | 3,5  | 3,7  | 4,2  | 4,8   | 6,1  | 5,0   |
| Средний суточный минимум, °C              | 5,3  | 5,3  | 4,7  | 3,7  | 2,5  | 1,5  | 1,6  | 1,6  | 1,5  | 2,0  | 2,7   | 4,3  | 3,1   |
| Абсолютный минимум, °C                    | 0,6  | −0,6 | −2,3 | −4,5 | −6,8 | −7   | −9,4 | −8,9 | −8,7 | −4,6 | −3,6  | −1,7 | −9,4  |
| Норма осадков, мм                         | 85,1 | 85,4 | 99,8 | 93,7 | 83,3 | 76,2 | 72,3 | 73,4 | 74,7 | 75,9 | 72,6  | 78,4 | 971,4 |
| Источник: Австралийское бюро метеорологии |      |      |      |      |      |      |      |      |      |      |       |      |       |

### Флора и фауна

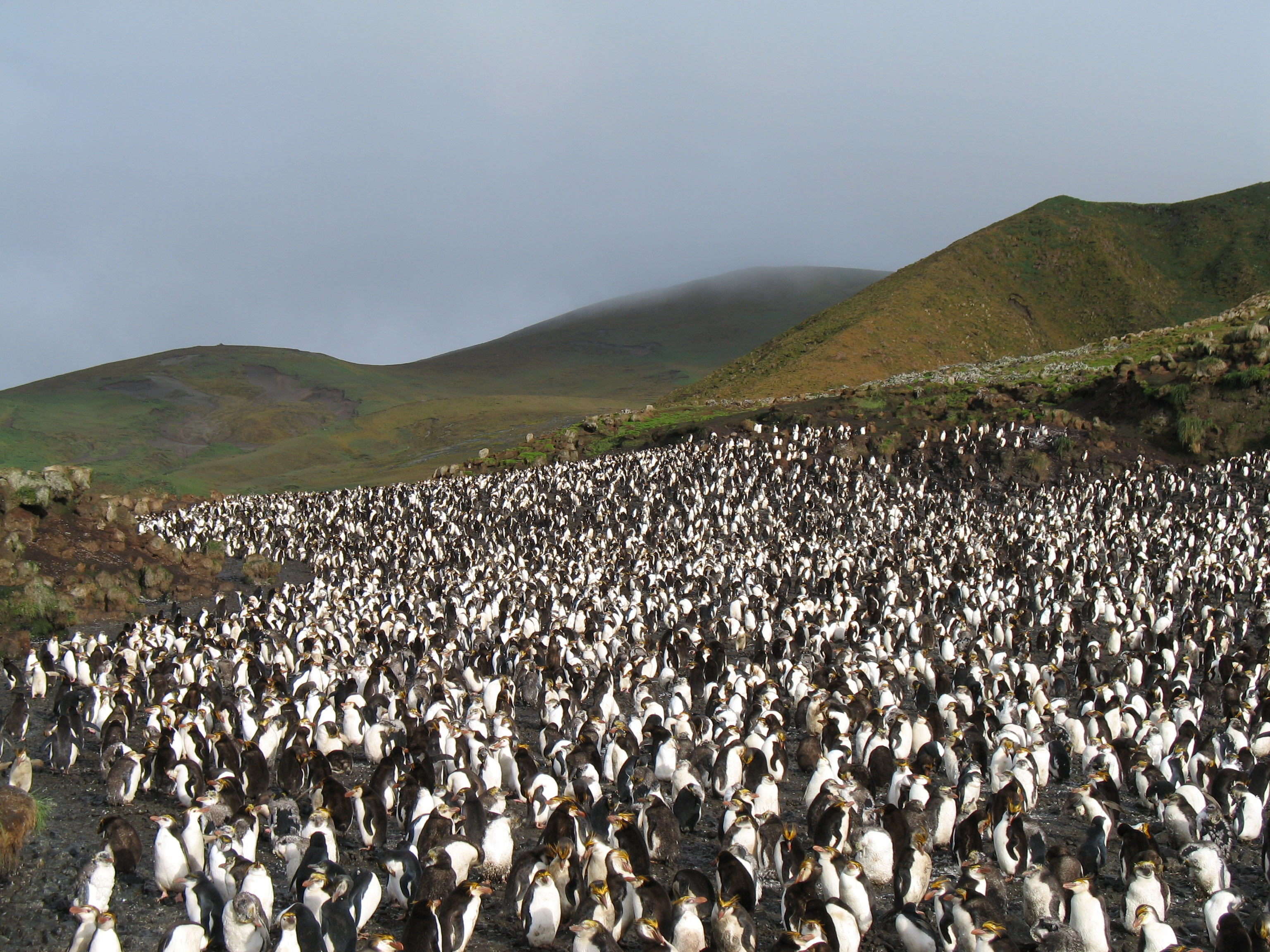
Колония пингвинов Маккуори на острове

Растительный мир представлен только травянистой растительностью, в основном осоками и туссоком. Изредка встречается эндемичная для субантарктических островов капуста Маккуори (Stilbocarpa polaris, сем. аралиевые). На северной оконечности острова — лежбища морских слонов. На побережье колонии пингвинов — королевского (Aptenodytes patagonicus), ослиного (Spheniscus demersus), папуанского (Pygoscelis papua) и эндемичного пингвина Маккуори. В водах около острова водятся киты. В прибрежных водах — заросли крупных бурых водорослей (Lessonia spp.).
Остров населён и птицами. До 1890 года на острове обитал эндемичный прыгающий попугай Маккуори, исчезнувший после завоза на остров кошек. Также распространены и альбатросы.
Как результат влияния человека на природу, на острове были расселены кролики и кошки. Если в 2002 году было объявлено, что на острове не осталось кошек, то популяция кроликов оценивается около 100 тысяч особей. 

## История
Открыт в 1810 году капитаном шхуны Фредериком Хасселборо. Назван в честь известного генерал-губернатора британской колонии (в то время) Новый Южный Уэльс, Лаклана Маккуори.
17 (29) ноября 1820 года остров Маквария посетили корабли первой русской антарктической экспедиции, начальником которой был Ф. Ф. Беллинсгаузен.
3—4 апреля 1956 года по приглашению Жана Адамса — начальника австралийской научной станции — остров посетил флагманский корабль Комплексной антарктической экспедиции Академии наук СССР — дизель-электроход «Обь».

## Население
Постоянного населения на острове, находящемся под юрисдикцией австралийского штата Тасмания, нет. Однако остров часто посещается учёными. Кроме того, существует австралийская станция Маккуори-Айленд, где работают, в зависимости от сезона, от 25 до 40 сотрудников.

## Мировое наследие
Объявлен заповедником в 1978 году и Всемирным наследием ЮНЕСКО в 1997 году.
23 декабря 2004 года севернее острова произошло землетрясение силой 8,1 балла по шкале Рихтера. Через три дня произошло знаменитое землетрясение в Индийском океане в 2004 году.

## В культуре
Известный бард и океанолог Александр Городницкий в 1976 году написал стихотворение об этом острове.